# Білорецький ліс
Білорецький ліс — один з об'єктів природно-заповідного фонду Запорізької області, ландшафтний заказник місцевого значення.

## Розташування
Заказник розташований в Веселівському районі, Запорізької області на території Веселівського лісництва Державного підприємства «Кам'янсько-Дніпровське лісове господарство», квартал 18, виділ 6.

## Історія
Ландшафтний заказник місцевого значення «Білорецький ліс» був оголошений рішенням Запорізької обласної ради народних депутатів шостого скликання № 23 від 28 серпня 2014 року.

## Мета
Мета створення заказника — збереження ландшафтного та біологічного різноманіття, підтримання екологічного балансу, раціональне використання природних і рекреаційних ресурсів Запорізької області.

## Значення
Ландшафтний заказник місцевого значення «Білорецький ліс» має особливе природоохоронне, естетичне і пізнавальне значення.

## Загальна характеристика
Загальна площа ландшафтного заказника місцевого значення «Білорецький ліс» становить 27,0 га.

## Флора
На території заказника переважає лісова рослинність. Тут ростуть такі породи дерев: сосна кримська, ясен зелений, клен гостролистий, в'яз звичайний, в'яз дрібнослистний та інші. У підліску зустрічаються фіалка звичайна, лапчатка гусина, кострець безостий.

## Фауна
На території заказника мешкають представники ентомофауни, занесені до Червоної книги України — махаон, подалірій, поліксена, жук-олень, рогач звичайний.